# Koninklijke Fanfare "Vrede en Eendracht", Kachtem
Koninklijke Fanfare "Vrede en Eendracht", Kachtem v.z.w. is een fanfareorkest in de deelgemeente Kachtem van de stad Izegem in de provincie West-Vlaanderen, dat opgericht werd in 1905.

## Geschiedenis
Op initiatief van onderwijzer Victor Saelen werd deze fanfare uit een oorspronkelijke toneelvereniging opgericht. Saelen was ook tot 1919 eerste dirigent van de fanfare. Pas na de Eerste Wereldoorlog kwam er de toevoeging "Vrede en Eendracht" bij de naam ertoe. Aanvankelijk stond de combinatie uit muziek en toneel erg vooraan.
In 1930 kreeg de vereniging een nieuw vaandel met het opschrift: Muziekvereniging Vrede en Eendracht 1905-1930 - Hand in hand voor Kunst en Land - Cachtem. In 1933 werd Gabriël Saelen dirigent van het fanfareorkest. Onder zijn leiding promoveerde het fanfarekorps in 1938 naar de tweede provinciale afdeling. Meteen kwam er het jaar nadien een concertreeks in verschillende West-Vlaamse steden met als hoogtepunt een avondconcert op de Grote markt van Brugge.
Op 4 oktober 1955 werd door koning Boudewijn I het predicaat Koninklijk verleend.
Sinds 1950 werd er versterkt geacht op een stijgende muzikale peil. Deze lijn werd vanaf 1973 nog versterkt, ton Georges Coppé het dirigeerstokje van G. Bourgeois heeft overgenomen. Met hem nom het fanfareorkest deel aan het provinciaal tornooi te Vlamertinge en promoveerde van de derde afdeling naar de tweede afdeling. In 1974 verzorgde de fanfare in de Duitse partnergemeente Hilders een concert. In 1975 werd de fanfare winner bij het stapmarswedstrijd te Meulebeke.
In het jaar 1981 werd het fanfareorkest Belgisch vice-kampioen tijdens het Nationaal Kampioenschap en promoveerde naar de afdeling uitmuntendheid. In het volgende jaar werd de stapmarswedstrijd in Sint-Pols gewonnen en in 1983 wordt de fanfare Belgisch kampioen te Hoepertinge.
Tegenwoordig beschikt de vereniging over een fanfareorkest en een drumband.

## Dirigenten
- 1905-1919 Victor Saelen
- 1933-1960 Gabriël Saelen
- 1960-1973 Georges Bourgeois
- 1973-2005 Georges Coppé
- 2005-2013 Björn De Kock
- 2014- heden Wouter Loose

## Publicatie
- Hoeksteen van een dorp - 1905-2005 Koninklijke Fanfare Vrede en Eendracht, Kachtem